# Lesław Wojtyga
Lesław Jan Wojtyga (ur. 19 grudnia 1914 w Nowym Sączu, zm. 10 stycznia 2012) – polski prawnik, działacz PZPR, dyplomata, szef Głównego Urzędu Kontroli Prasy, Publikacji i Widowisk (1948), ambasador w Austrii (1969–1973).

## Życiorys
Był synem Józefa i Władysławy z d. Polak. Ukończył studia prawnicze. Był podporucznikiem rezerwy 1 Pułku Strzelców Podhalańskich. Kampanię wrześniową zakończył na stanowisku dowódcy plutonu w rejonie Dukli, skąd wrócił do Nowego Sącza. W czasie okupacji razem z ojcem Józefem i bratem Józefem juniorem pomagał w przerzutach uchodźców do polskiej armii na Zachodzie. Był poszukiwany przez Gestapo, które postrzegało go jako istotną figurę małopolskiego ruchu oporu. Jednocześnie działał w lewicowych środowiskach politycznych.
W latach 1945–1948 należał do Polskiej Partii Robotniczej, a następnie do Polskiej Zjednoczonej Partii Robotniczej. Od 1945 do 1946 był naczelnikiem sekretariatu ministra Administracji Publicznej. Od czerwca do grudnia 1948 kierował Głównym Urzędem Kontroli Prasy, Publikacji i Widowisk. Zastępca kierownika i p.o. kierownika Wydziału Kultury Komitetu Centralnego PZPR. W latach 1951–1957 był zastępcą dyrektora naczelnego w Naczelnym Zarządzie Kinematografii w Warszawie. Następnie rozpoczął pracę w Ministerstwie Spraw Zagranicznych. Od 1958 do 1965 był radcą ds. kulturalnych w ambasadzie w Moskwie. Następnie, do 1969 pełnił funkcję wicedyrektora departamentu w MSZ. W latach 1969–1973 był ambasadorem w Austrii.
W 1948 „za zasługi na polu pracy zawodowej” został odznaczony Krzyżem Kawalerskim Orderu Odrodzenia Polski.
Pochowany na Cmentarzu Komunalnym Północnym w Warszawie.